# 中山敦支
中山 敦支（なかやま あつし、1982年7月10日 - ）は、日本の漫画家。男性。血液型はA型。鹿児島県鹿児島市出身。埼玉県在住。

## 略歴
- 2001年のジャンプスカウトキャラバンでスカウトされ、主に集英社の『月刊少年ジャンプ』で執筆。[要出典]
- 2007年『月刊少年ジャンプ』休刊により、『週刊少年サンデー』に持ち込み[2]。
- 2008年6月より『週刊少年サンデー』（小学館）にて『トラウマイスタ』を連載。
- 2011年2月より『週刊ヤングジャンプ』（集英社）にて『ねじまきカギュー』を連載。青年誌での初連載。
- 2016年7月より『週刊ヤングジャンプ』（集英社）にて『うらたろう』を連載。
- 2018年3月より『コミックDAYS』（講談社）にて『ゆるっとハンター☆ワンタンちゃん』を連載。
- 2018年10月より『週刊少年マガジン』（講談社）にて『ギャンブラーズパレード』を連載。

## 受賞歴
- 「OVER」 - 手塚賞 第58回（1999年下期）最終候補
- 「ワイルド・ハート」 - 天下一漫画賞 第42回（2000年1月期）最終候補

## 作品リスト

### 連載
- リボーンだよ! シロンくん（『月刊少年ジャンプ』2004年6月号 - 2005年7月号、未単行本化）
- アストラルエンジン（原作：村上ひでお、メカデザイン：松川健一、『月刊少年ジャンプ』2005年9月号 - 2006年2月号、全2巻）
- こまみたま（『月刊少年ジャンプ』2007年2月号 - 2007年4月号、全1巻）
- トラウマイスタ（『週刊少年サンデー』2008年29号 - 2009年28号、全5巻）
- ねじまきカギュー（『週刊ヤングジャンプ』2011年13号 - 2014年28号、全16巻）
- うらたろう（『週刊ヤングジャンプ』2016年36号 - 2017年44号、全6巻)
- ゆるっとハンター☆ワンタンちゃん（『コミックDAYS』2018年3月3日 - 2018年8月4日、全1巻）
- ギャンブラーズパレード（原作：小高和剛、『週刊少年マガジン』2018年45号 - 2019年30号、全4巻）
- こっくりマジョ裁判（『となりのヤングジャンプ』2020年3月1日 - 2020年3月22日、全1巻）
- スーサイドガール（『ウルトラジャンプ』2020年5月号[4] - 2024年2月号[5]、全10巻）※第1部完[6]

### 読切
- STAND BY ME（『赤マルジャンプ』2002SPRING） - デビュー作[2]。
- Play StYle ANTHEM（『赤マルジャンプ』2003SPRING）
- エリパリ（『月刊少年ジャンプ』2004年12月号）
- ミュータントキングダム（『週刊少年サンデー』2008年10号）
- 恋のスーサイド（『週刊少年サンデー超』2010年4月号） - 作者によれば、実話を元にした作品でもある。[要出典]
- ねじまきカギュー（『週刊ヤングジャンプ』2010年33号）
- 禁断ワンダーラバー（『ミラクルジャンプ』2011年創刊号） - 「同性愛者の少女に好意を持つようになった少年の青春物語」を描いたLGBT作品。[要出典]
- オフサイドを教えて（原作：西尾維新、『週刊少年ジャンプ』2015年3号[7]） - サッカーを題材とした青春漫画[7]。
- 原始少女ウララ（原作：野島伸司、『少年ジャンプ+』2024年3月3日[8]）
- モルモットの神絵師（『少年ジャンプ+』2024年9月12日[9]）

### 短編集
- 9速眼球アクティヴスリープ-中山敦支短編集-（2011年6月17日、集英社、ISBN 4-08-879157-6）
収録作品
  - ミュータントキングダム[10]
  - 恋のスーサイド
  - 禁断ワンダーラバー
  - 描き下ろし漫画

### イラスト等
- 『悪ガキ7』シリーズ（宗田理 著、静山社） イラスト
  - 『悪ガキ7 いたずらtwinsと仲間たち』（2013年3月8日、ISBN 978-4-86389-212-5）
  - 『悪ガキ7 モンスター・デスマッチ!』（2013年10月16日、ISBN 978-4-86389-224-8）
  - 『悪ガキ7 タイ行きタイ!』（2014年12月3日、ISBN 978-4-86389-296-5）[11]
  - 『悪ガキ7 転校生は魔女!? 』（2015年7月17日、ISBN 978-4-86389-310-8）
  - 『悪ガキ7 人工知能は悪ガキを救う!?』（2017年2月23日、ISBN 978-4-86389-376-4）
- 『少女ファイト』（日本橋ヨヲコ）第7巻特装版特典「少年ファイト」寄稿（2010年）[12]
- 『モンスターハンターポータブル 3rdオフィシャルアンソロジーコミックVol.3』カバーイラスト（2011年）[13]
- 『ミラクルジャンプ』6号ピンナップイラスト[1]
- ももいろクローバーZ  週刊ヤングジャンプ主催シークレットライブ イラスト（2011年）[14]
- 丈山雄為の読切「Witc×h Master 紫紋」（『ジャンプSQ.19』2011年夏号）1コマ参加（2011年）[15]
- 『GANTZ REBOOT 総集編 Vol.3』 「ねじまきカギュー」とのコラボ単行本カバー（2012年）[16]
- 「春野友矢応援イラスト小冊子」寄稿（2012年）[17]
- 『週刊ヤングジャンプ』2013年21・22合併号 『東京喰種トーキョーグール』とのコラボマンガ「ねじまき蝸喰種（カギュール）」（2013年）[18]
- 佐藤聡美 1st Tour「しゅがちゅん。〜☆を集めにいくツアー2014〜」ツアーグッズイラスト（2014年）[19]
- 佐藤聡美 2nd Tour 2015「しゅがちゅん。〜導かれし星たち〜」Tシャツイラスト（2015年）[20]
- 佐藤聡美 2nd Tour 2015「しゅがちゅん。〜導かれし星たち〜」Blu-ray ジャケットイラスト（2016年）[21]
- 『クリミナーレ!』（水色すいみん）第1巻 単行本の帯にイラストとコメント（2016年）[22]
- 『虚ろう君と』（白土悠介）第1巻 単行本の帯にコメント（2017年）[23]
- 和田たけあき（くらげP） アルバム「わたしの未成年観測」（初回限定盤） 収録曲のマンガ化（2017年）[24]

## インタビュー・対談等
- 「このマンガがすごい!2013」アンケート企画「あの人気漫画家に聞く！」取材（2012年）[25]
- ジャンプSQ.19 Vol.8 丈山雄為との対談（2013年）[26]
- 季刊エス2014年10月号 インタビュー（2014年）[27]

## アシスタント経験者
- 菅野孝典[28]
- 杉戸アキラ[29]
- 丈山雄為[30]
- 黒谷宗史[31]
- 白土悠介[32]